# Christoph Eugen
Christoph Eugen (né le 28 mai 1976 à Judenburg) est un ancien spécialiste autrichien du combiné nordique. Il est désormais entraîneur au sein de l'équipe nationale d'Autriche de combiné.

## Palmarès

### Jeux olympiques
| Épreuve / Édition | Épreuve / Édition | Nagano 1998 | Salt Lake City 2002 |
| Sprint            | Sprint            | —           | —                   |
| Gundersen         | Gundersen         | 24e         | 20e                 |
| Par équipes       | Par équipes       | 4e          |                     |

### Championnats du monde
- Championnats du monde de 1997 à Trondheim  Norvège:
  -  Médaille de bronze par équipes
- Championnats du monde de 2001 à Lahti  Finlande: 
  -  Médaille d'argent par équipes

### Coupe du monde
- Meilleur classement général final : 9e en 1998 et 2001.
- Meilleur résultat individuel : 4e (à trois reprises).
- 3 podiums dans des épreuves par équipes dont 1 victoire.

### Championnats du monde juniors
- 2 médailles d'argent en 1993 en individuel Gundersen et par équipes
- 1 médaille de bronze en 1994 par équipes